# Nomenclatura substanțelor
Nomenclatorul chimic este un set de reguli utilizat pentru generarea numelor sistematice pentru compuși chimici.Nomenclatorul utilizat cel mai frecvent la nivel mondial este cel creat și dezvoltat de către Uniunea Internațională de Chimie Pură și Aplicată (IUPAC).